# Stadion Miejski w Makedonskiej Kamenicy
Stadion Miejski (mac. Градски стадион, Gradski stadion) – stadion sportowy w Makedonskiej Kamenicy, w Macedonii Północnej. Obiekt może pomieścić 5000 widzów. Swoje spotkania rozgrywają na nim piłkarze klubu Sasa Makedonska Kamenica.